# Telarmonio

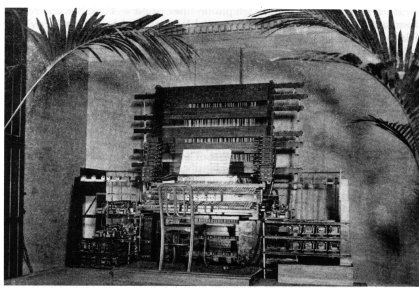
Imagen del invento.

El Telarmonio (en inglés, Telharmonium) o Dinamófono (en inglés, Dynamophone) es el primer instrumento enteramente electrónico y polifónico, patentado en 1897 por el inventor estadounidense, Thaddeus Cahill. No obstante, el invento no estaría terminado hasta 1906. Ese año fue presentado en sociedad en Holyoke.
El primer prototipo de telarmonio costó cerca de 200.000 dólares, pesaba aproximadamente 200 toneladas y tenía una longitud de 18 metros. 
El telarmonio usaba una rueda tonal electromagnética para generar sonidos típicos del órgano y del piano. El sonido que producía el telarmonio ofrecía hasta 7 octavas, 36 notas por octavas y frecuencias entre los 40 a 4000 Hz.
A pesar de las excesivas proporciones del telarmonio, el instrumento fue transportado desde Holyoke a Nueva York. Para ello, fueron necesarios 30 vagones de tren. En Nueva York, ocupó una planta entera del teatro situado en la esquina de calle 39 de Broadway. Allí permaneció durante dos décadas; por ello, el edificio se conocería con el sobrenombre de Telharmonic Hall.
Cahill se asoció con la Nueva Inglaterra Electric Music Company para transmitir el telarmonio a los hoteles, restaurantes, teatros y hogares a través de la línea telefónica, cobrando a los abonados por este peculiar hilo musical. El negocio fue bien y sobrevivió al desplome de Wall Street y a la Primera Guerra Mundial, pero quebró con el "boom" de la radiodifusión.
Tras el primer modelo se construyeron otros dos telearmonios, mayores y más caros. Cahill terminó el tercero y último en marzo de 1911. Este tercer telarmonio funcionó hasta 1916.
Ninguno de los tres prototipos del telarmonio existe en la actualidad, ni tampoco se ha encontrado alguna grabación con dicho instrumento, pero se cree que su sonido era similar al del órgano Hammond.
- Datos: Q133506
- Multimedia: Telharmonium / Q133506